# Rubrication

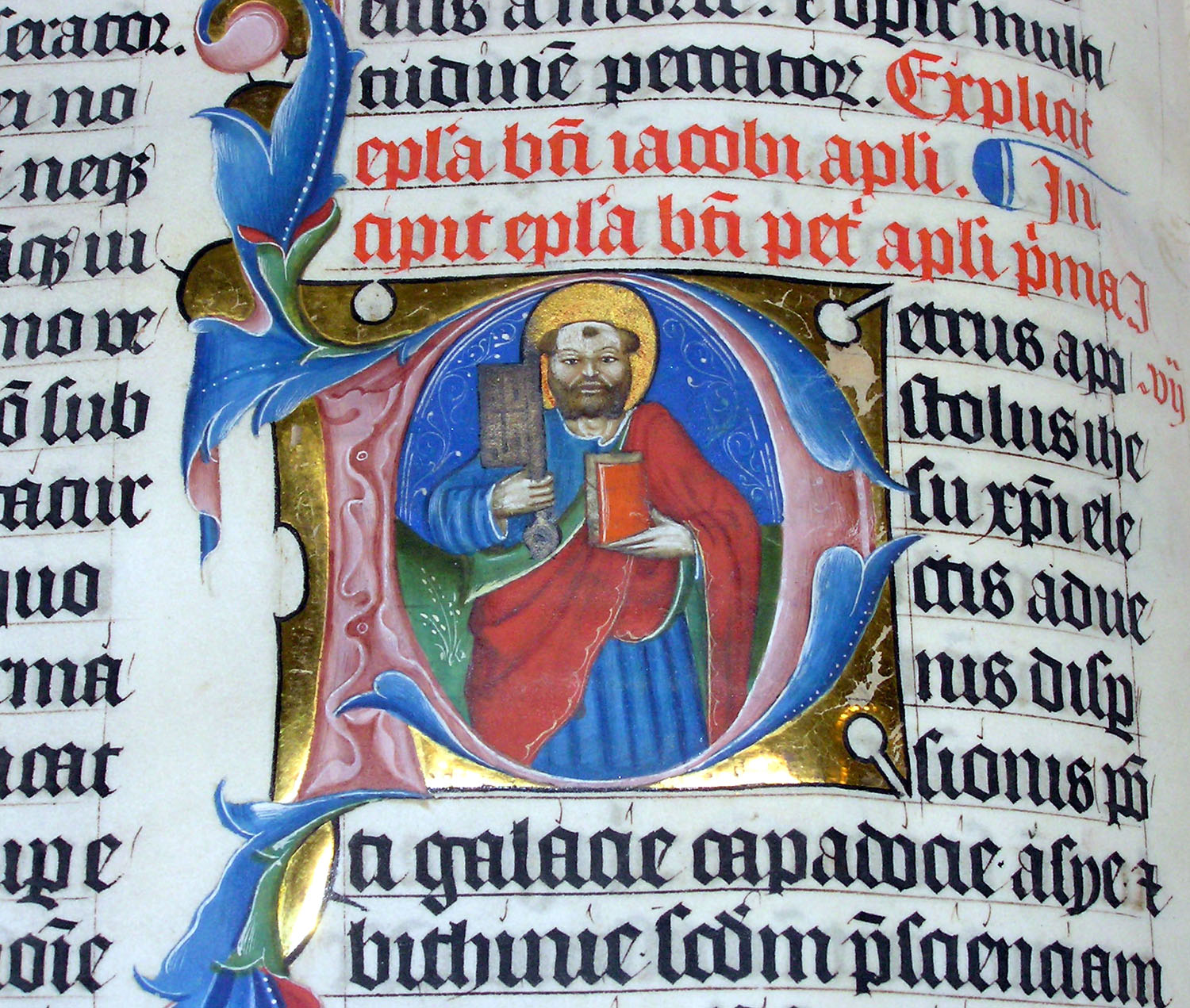
Rubrication et lettrine historiée dans la Bible de Malmesbury, manuscrit de 1407.

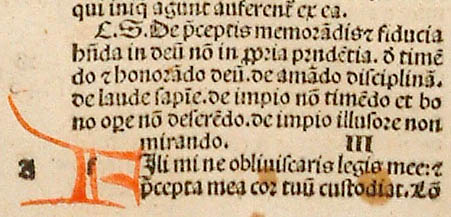
Détail d'une bible typographiée en écriture gothique, imprimée et rubriquée à Strasbourg en 1497.

La rubrication est l'une des étapes du processus médiéval de réalisation de manuscrit. Ceux qui créaient les rubriques, appelés « rubricateurs », étaient des scribes spécialisés qui recevaient un texte de l'auteur original du manuscrit et l'enrichissaient de textes additionnels à l'encre rouge pour plus d'intensité ; on parle alors de rubrique. Le terme rubrication vient du mot latin rubrico (« colorer en rouge »).

## Origine, description et utilisation
En général, cette pratique impliquait l'addition de rubriques en rouge pour marquer la fin d'une section d'un texte et le début d'une autre. De telles rubriques étaient parfois utilisées pour introduire le sujet d'une section suivante ou pour déclarer son but ou sa fonction. La rubrication était utilisée si souvent dans ce but que le terme « rubrique » fut utilisé de façon générique, de tout type ou toute couleur, bien que techniquement, le terme faisait seulement référence aux rubriques écrites à l'encre rouge. Dans des livres liturgiques tels que les missels, le rouge pouvait aussi être utilisé pour indiquer les actions à réaliser par le pratiquant, introduisant un texte écrit en noir. Les fêtes importantes des calendriers liturgiques étaient aussi souvent « rubriquées ». La rubrication peut aussi indiquer comment les scribes voyaient l'importance de certaines parties de leur texte.
La rubrication peut aussi être utilisée pour mettre en valeur les graphèmes d'un chant ou d'une autre division du texte, telle qu'un titre ou un intitulé de section, etc. ; actions d'autant plus importante que les manuscrits consistaient en l'accumulation de multiples travaux au sein d'un seul volume relié. Ce type particulier de rubrication est à rapprocher de la lettrine historiée, où l'encre rouge est utilisé pour styliser un caractère initial avec des boucles et des spirales artistiques. Cependant, ce processus est beaucoup moins élaboré que l'enluminure, dans laquelle les images détaillées sont incorporées au manuscrit souvent fixé sur de fines feuilles d'or pour donner une apparence de lumière dans le texte[réf. nécessaire].
Généralement, le scribe original du manuscrit fournit des notes au rubricateur sous la forme d'annotations faites en marge du texte (marginalia). Ces notes consistaient en des indications telles que « rubriquer ici » ou « ajouter une rubrique ». Le titre « était généralement écrit sur une ou plusieurs lignes que le scribe du texte avait laissées en blanc pour y mettre le titre », dans le but de signifier l'importance de la section et le savoir que l'on peut tirer de ce procédé. Dans de nombreux autres cas, le scribe original tenait aussi ce rôle de rubricateur et appliquait la rubrication à son bon vouloir, sans avoir recours aux annotations. Ce double rôle a son importance, car les annotations d'un scribe au rubricateur peuvent être utilisées, par les spécialistes de la codicologie, pour établir l'histoire, la provenance, la généalogie du manuscrit.  
Les scribes de la fin du Moyen Âge élargirent la pratique de la rubrication à l'utilisation d'autres couleurs, le plus souvent le bleu et le vert. Après l'introduction de l'impression par types mobiles, les lecteurs s'attendaient toujours à voir de la rubrication — qui était probablement réalisée à la main —, s'il y avait de nouvelles rubriques à ajouter, ou des formes à l'encre rouge pour séparer des sections. La « grande majorité des incunables ne sortaient pas de la presse totalement terminés... un incunable n'était presque jamais considéré comme terminé par son imprimeur... », ce qui laisse suggérer que la rubrication à la main donnait une sorte de légitimité aux efforts des imprimeurs précédents ainsi qu'à leurs œuvres. Ce constat est renforcé par le fait que l'encre rouge « n'était pas seulement décorative... la fonction originale du rouge était d'articuler le texte en indiquant des rubriques qui étaient si essentielles à la fonction des manuscrits que les imprimeurs devaient s'en charger d'une façon ou d'une autre. »
La rubrication a sans doute changé les habitudes de lectures et les façons d'interpréter, de recevoir un texte ; sur le long terme, ce procédé a aidé à la standardisation éditoriale des livres à travers toute l'Europe.

## Composition de l'encre rouge
La composition de l'encre rouge est donnée dans le Schedula diversum artium de Theophilus Presbyter :

« Pour préparer le écailles blanches, obtenir des feuilles de plomb battues affinées, les placer sèches dans un morceau de bois creux et verser dans du vinaigre chaud ou de l'urine pour les couvrir. Ensuite, après un mois, retirer la couverture et enlever tout ce qui est blanc, puis redisposer à nouveau comme c'était au début. Quand vous en avez une quantité suffisante et que vous voulez en faire du plomb rouge, broyez les écailles blanches sur une pierre sans eau, puis mettez les dans deux ou trois nouveaux pots et disposez-le au-dessus d'un feu vif. Vous prenez un une fine tige de fer incurvée, avec à un bout un manche en bois et l'autre extrémité plus large, et avec ça, vous touillez et mélanger ces écailles blanches de temps en temps. Faites cela pendant longtemps, jusqu'à ce que le plomb rouge devienne visible. »

Ce procédé de fabrication prenait du temps, mais requérait des matières premières assez faciles à obtenir et somme toute bon marché.